# タカネトリカブト
タカネトリカブト（高嶺鳥兜、学名：Aconitum zigzag）は、キンポウゲ科トリカブト属の疑似一年草、有毒植物。高山植物。

## 特徴
地下の塊根は径1 - 4 cmになる。形態的変異が著しく、茎は草原に生えるときは直立し、林内や林縁に生えるときは斜上し、しばしば上部は大きく湾曲する。茎は高さ25 - 200 cmになり、しばしばジグザグに曲がり、中部でよく分枝し、枝は広角度によく伸長する。根出葉と下部の茎葉は、ふつう花時には枯れて存在しない。中部の茎葉の葉身は腎円形で、長さ5.5 - 17 cm、幅6 - 21 cmになり、ふつう基部近くまで3深裂するか3浅裂し、側裂片は2深裂し、各裂片はさらに羽状に深裂して、終裂片は幅1 - 3 mmの線形、披針形あるいは卵形になる。葉柄は長さ1 - 8 cmになり、無毛か屈毛が生える。
花期は8 - 9月。花序は散房状、総状または円錐状になり、1 - 10個ほどの花がつき、上部から下部に向かって開花する。花柄は長さ1 - 9 cmで、無毛。花柄の小苞は中部付近につき、線形から披針形で長さ1.5 - 20 mmになる。花は青紫色から青色で光沢があり、まれに黄白色のものがあり、長さは2.3 - 4.5 cmになる。花弁にみえるのは萼片で、上萼片1個、側萼片2個、下萼片2個の5個で構成される。かぶと状になる上萼片は円錐形になり、長さ12 - 24 mm、幅10 - 25 mmで、外面は無毛で、前方の嘴は短くとがる。側萼片の内面に短い直毛と短毛が混じって生える。花弁は上萼片の中にかくれて見えないが、柄、舷部、蜜を分泌する距、唇部で構成される。1対あり、無毛で、柄は長さ11 - 18 mm、舷部は長さ10 - 13 mm、幅3 - 10 mmあって強くふくらみ、距は短くて嚢状になり、180度以上に内曲し、唇部は長さ2 - 4 mmになり、先端は2浅裂し、反り返る。雄蕊は多数あってふつう無毛であるがときに開出毛が生える。雌蕊は3 - 5個あり、ふつう無毛であるがまれに斜上毛が生える。果実は長さ13 - 25 mmの袋果になり、斜開する。種子は長さ3 - 5 mmになる。染色体数2n=32の4倍体種である。 

## 分布と生育環境
日本固有種。本州中部地方の木曽山脈の木曽駒ヶ岳・恵那山など、御嶽山、乗鞍岳に分布し、高山帯から亜高山帯の草原や低木林の林内、林縁に生育する。タイプ標本の採集地は、木曽駒ヶ岳の標高2,500 m。
木曽山脈北部では、本種と花柄に下向きの屈毛が密生するキタザワブシ Aconitum nipponicum Nakai subsp. micranthum (Nakai) Kadota (1987)が同所的に生育し、この2種の雑種形成が起こっている。この交雑の結果生じたと考えられる雄蕊が無毛のキタザワブシは、かつてサクライウズ Aconitum sakuraii Nakai (1953)と呼ばれた。

## 名前の由来
和名タカネトリカブトは、「高嶺鳥兜」の意で、木曽駒ヶ岳の高山帯で見出されたことによる。
種小名（種形容語）zigzag は、「いなずま形の」の意味。茎がしばしばジグザグに曲がることによる。

## 種の保全状況評価
- 絶滅危惧II類 (VU)（環境省レッドリスト）

2000年版レッドデータブックまでは、絶滅危惧IB類。
都道府県のレッドデータ、レッドリストの選定状況は次の通り。長野県-絶滅危惧IB類(EN)、岐阜県-絶滅危惧II類。

## 分類
タカネトリカブトは、トリカブト属トリカブト亜属 Subgenus Aconitumのうち、花弁の舷部が距に向かって膨大するキヨミトリカブト節 Section Euchylodea に属し、同節のうち、花はふつう花序の上から下に向かって開花するヤマトリカブト列 Series Japonica に分類される。ヤマトリカブト列に属する日本に分布する種のうち、高山帯から亜高山帯に生育する種（高山植物）としては、本種の他、ホソバトリカブト Aconitum senanemse、キタダケトリカブト A. kitadakense およびミヤマトリカブト A. nipponicum がある。本種は花柄と上萼片が無毛、ホソバトリカブトは花柄と上萼片に開出毛と腺毛が生え、キタダケトリカブトとミヤマトリカブトは花柄と上萼片に屈毛が生えることが異なる点である。

## ギャラリー

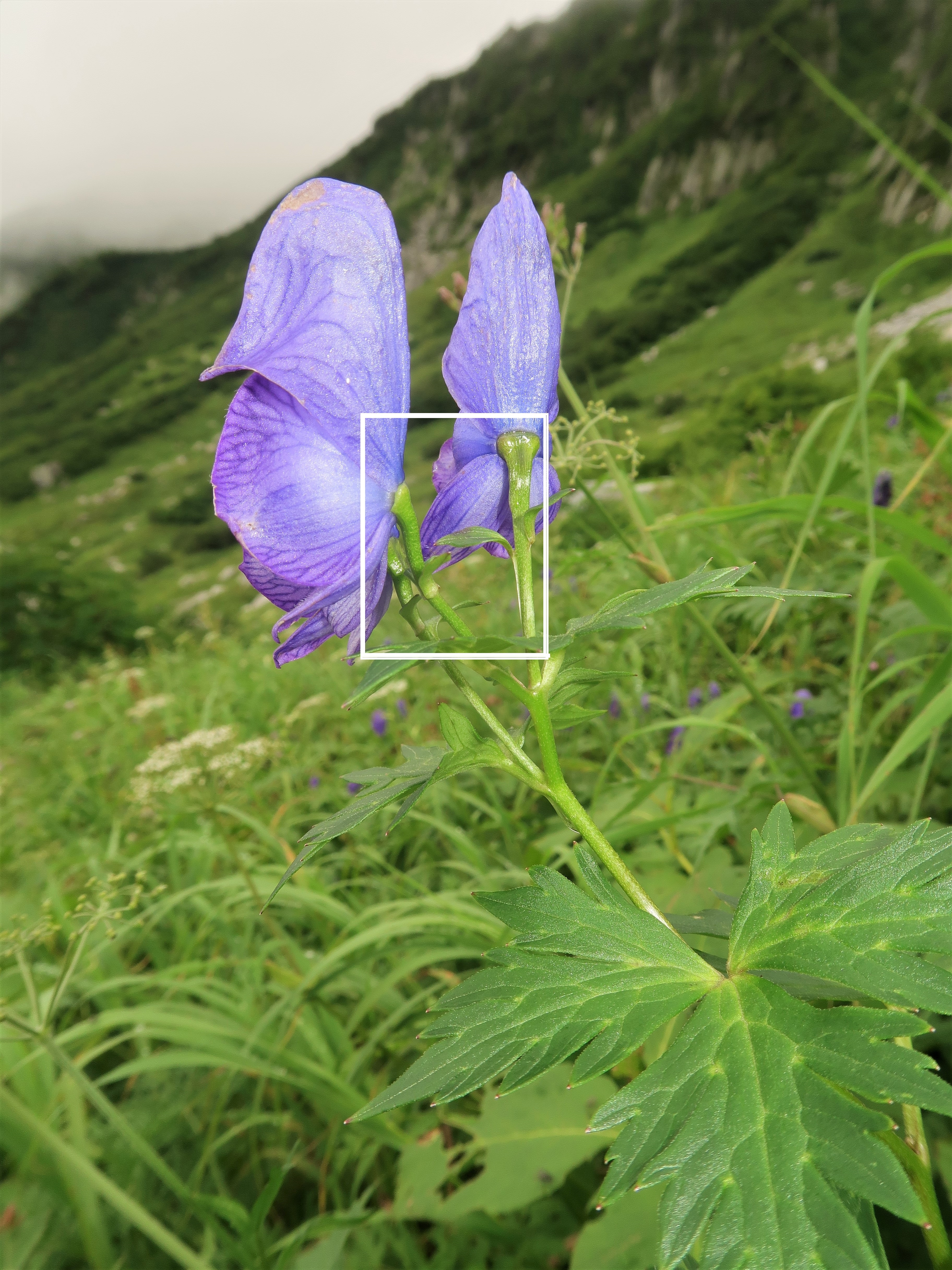
花弁にみえるのは萼片で、上萼片1個、側萼片2個、下萼片2個の5個で構成される。上萼片の前方の嘴は短くとがる。白色の四角形を右写真に拡大。
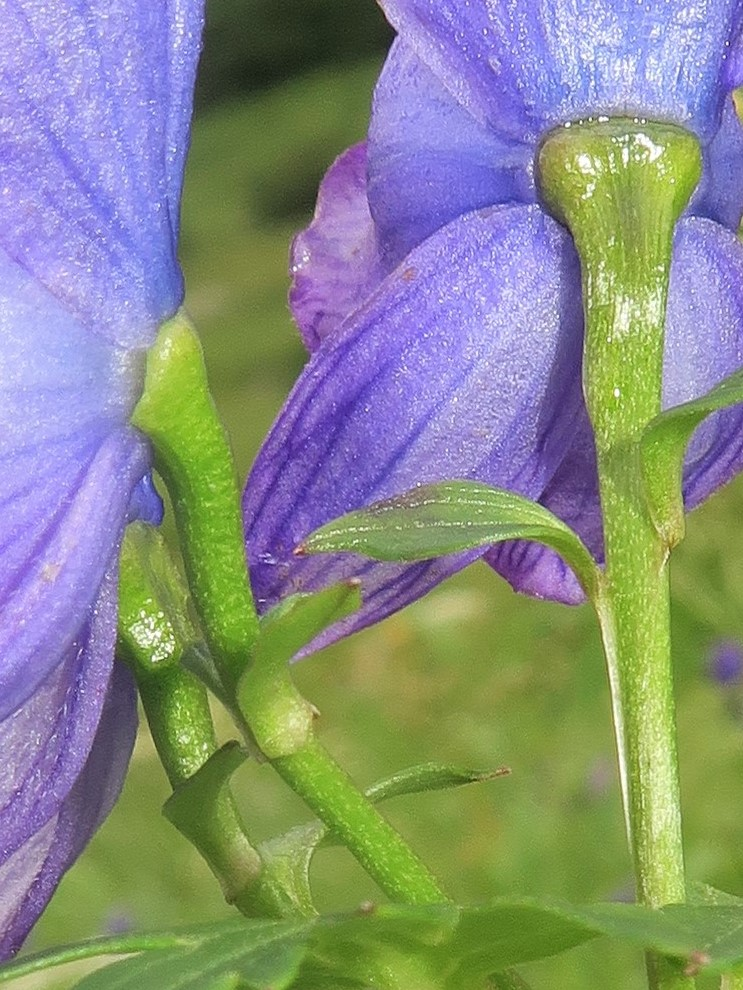
左の白色の四角形部分の拡大。花柄と上萼片の外面は無毛。
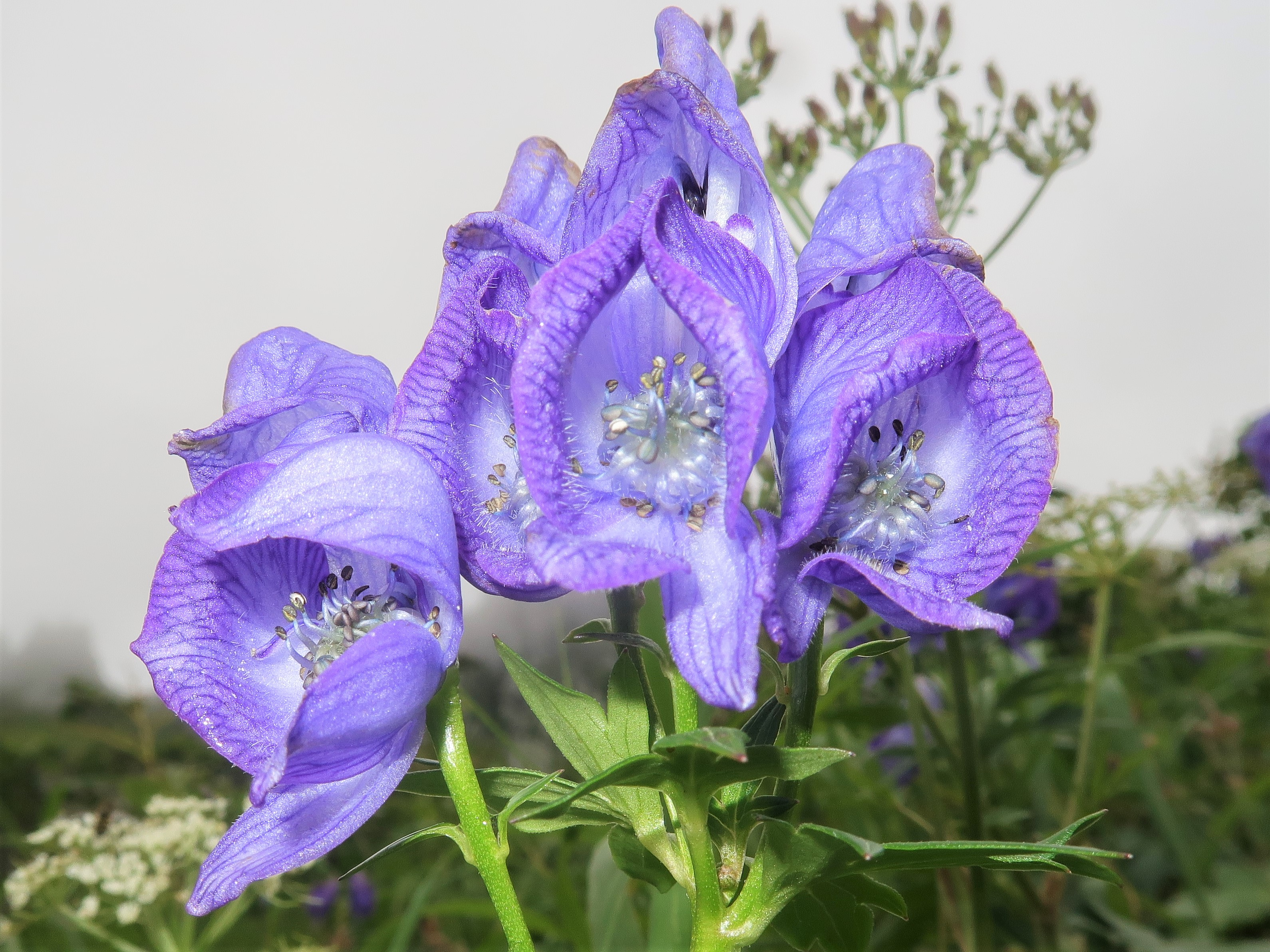
側萼片の内面に短い直毛と短毛が混じって生える。雄蕊は多数あってふつう無毛であるがときに開出毛が生える。
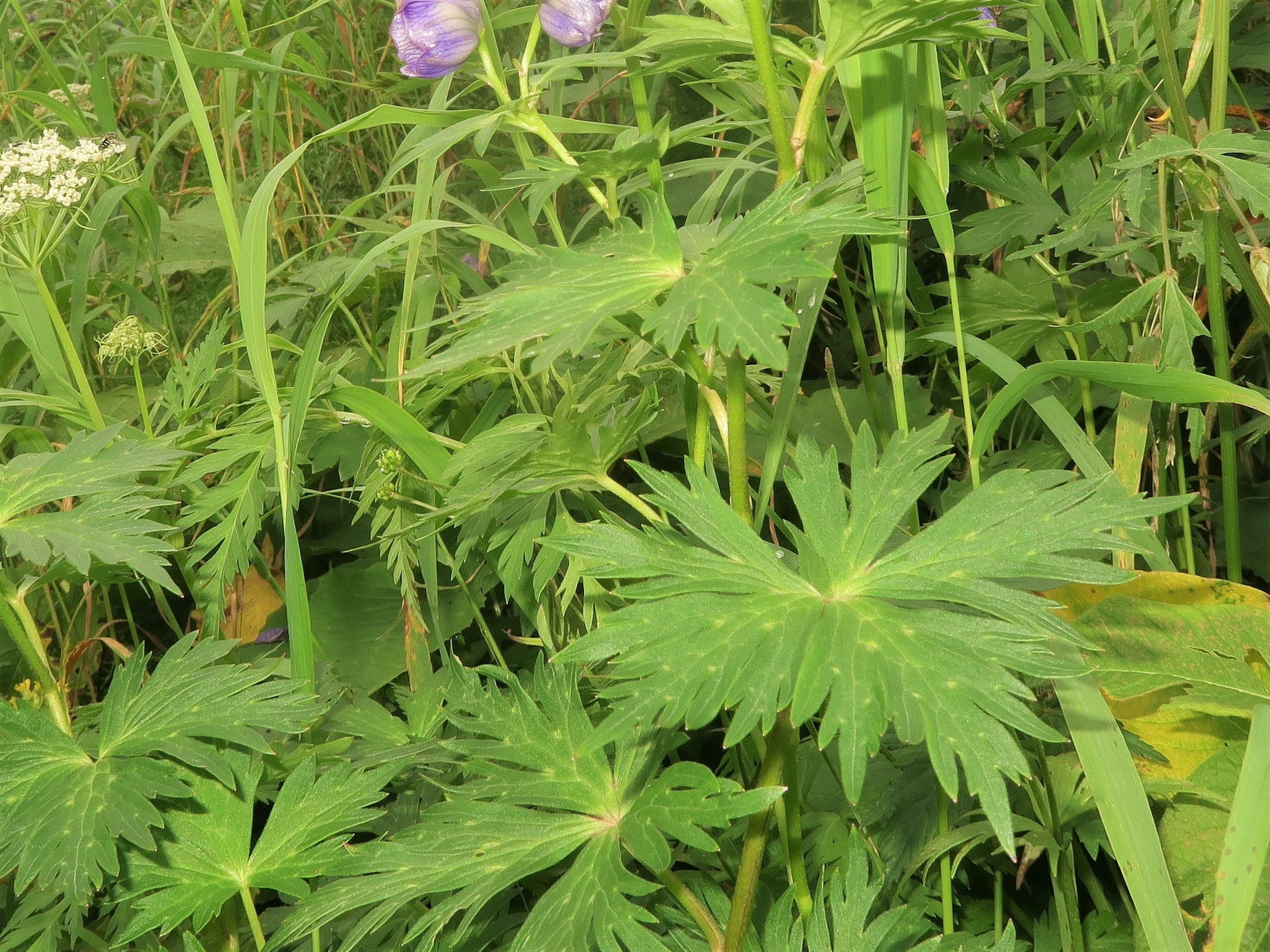
中部の茎葉の葉身は腎円形で、ふつう基部近くまで3深裂、側裂片は2深裂し、各裂片はさらに羽状に深裂する。

## 下位分類
次の下位分類のうち、ナンタイブシとハクバブシは、各シノニムが示すとおり、中井猛之進 (1914, 1953) が記載した当時は独立種として扱われていた。その当時は、トリカブト属は変異に富むため、分類するうえで、すこしでも違った部分があれば細分する方針のもと行われていた。その後、キンポウゲ科の専門家である田村道夫が生薬学者の難波恒雄と共同で行った研究で、中井による分類体系の再検討が行われたが、トリカブト属の分類は細分されたままだった。その後、門田裕一 (1981他) の研究により、染色体数の観察を含めたトリカブト属の分類の整理が行われ、その結果、ナンタイブシとハクバブシは、タカネトリカブトの亜種として整理された。基本種のタカネトリカブトとその亜種群の共通の特徴は、花柄と花弁状の萼片の外面が無毛であることである。葉の形や切れ込み、萼片の形状、雄蕊や雌蕊の形質の違いにより、本州関東地方から中部地方の東側から西側にかけて、ナンタイブシ、ハクバブシ、タカネトリカブト、リョウハクトリカブトの分布が認められている。

### ナンタイブシ
ナンタイブシ（男体附子）Aconitum zigzag H.Lév. et Vaniot subsp. komatsui (Nakai) Kadota (1987)、（シノニム：Aconitum komatsui Nakai (1914)）- タカネトリカブトの亜種。形態的変異が著しく、亜高山帯のダケカンバ林縁では直立し、山地の林内や林縁では斜上して上部は湾曲する。茎の長さは15 - 150 cmになる。中部の茎葉は腎円形から五角形状腎円形で長さ5 - 15 cm、3つに深裂～中裂して切れ込みが深い。花序は散房状から総状になる。花柄は長さ1 - 6 cmになり無毛。上萼片は僧帽形で上半分が内曲するか、まれに円錐形または円頭の円錐形になり、外面は無毛で、前方の嘴は短いか長くとがる。側萼片の内面に白い長毛が生える。雄蕊に開出毛が密生するかまばらに生え、雌蕊にはふつう屈毛がまばらに生え、ときに開出毛または斜上毛が生えるか、あるいは無毛。袋果は直立する。染色体数は2n=32, 48。
本州関東地方の日光山地、足尾山地、赤城山に分布し、亜高山帯から山地帯の林縁、林内に生育する。和名ナンタイブシは「男体附子」の意で、男体山でタイプ標本が採集されたことによる。亜種名 komatsui は、1911年にタイプ標本を採集した植物学者の小松春三への献名である。

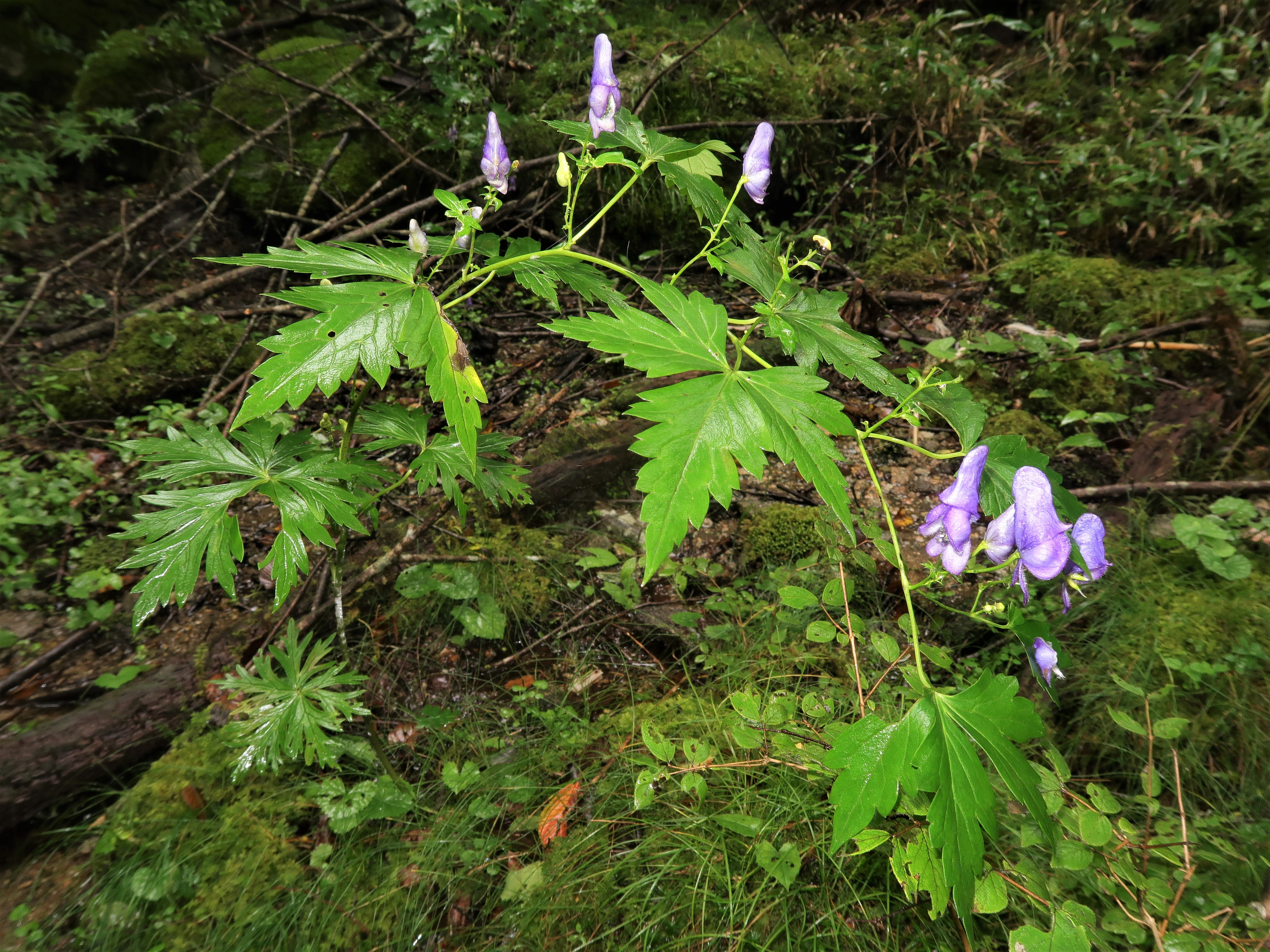
栃木県鹿沼市（2022年8月下旬）
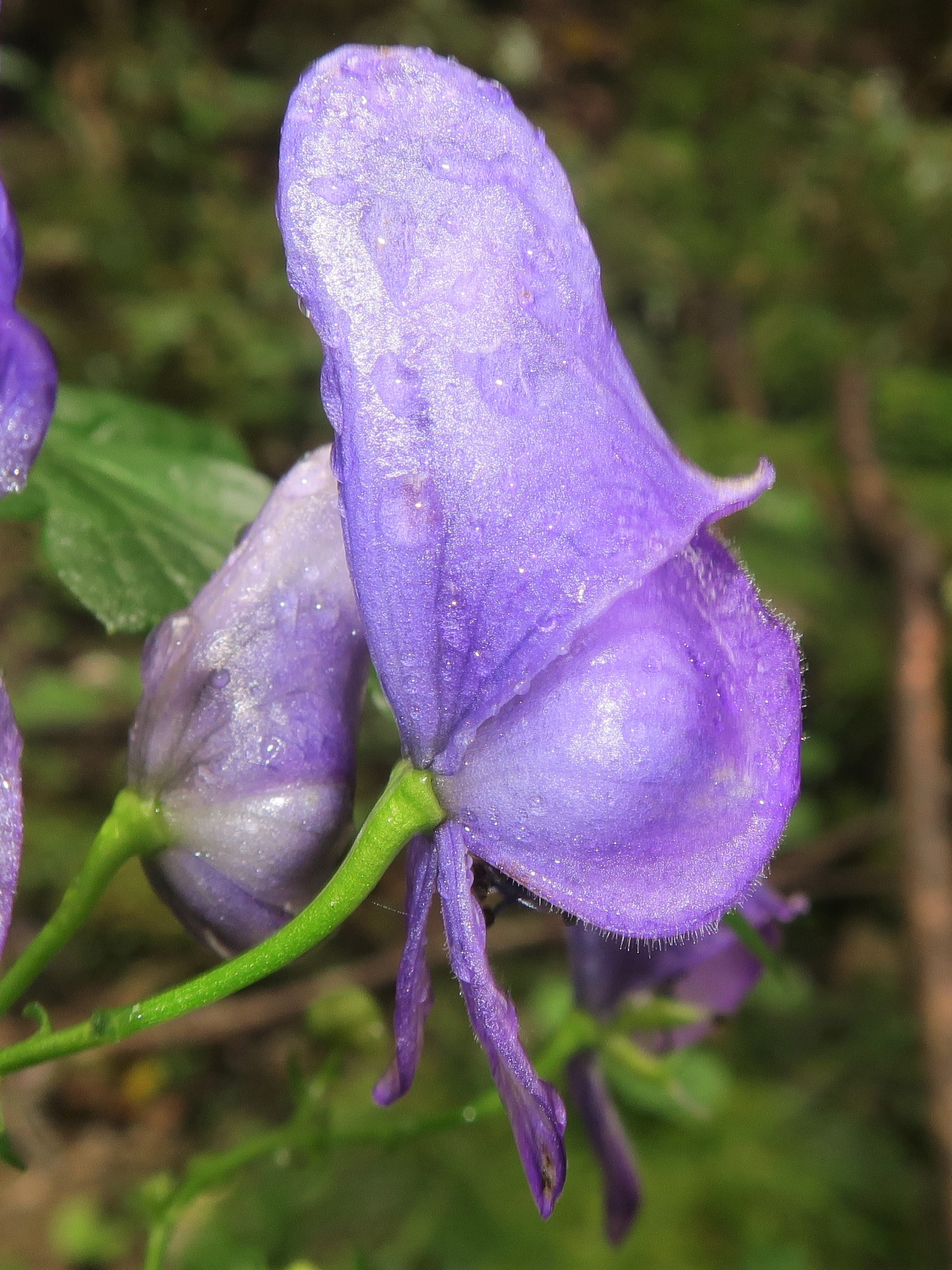
花柄は無毛。上萼片は僧帽形になり、外面は無毛で、前方の嘴は短くとがる。
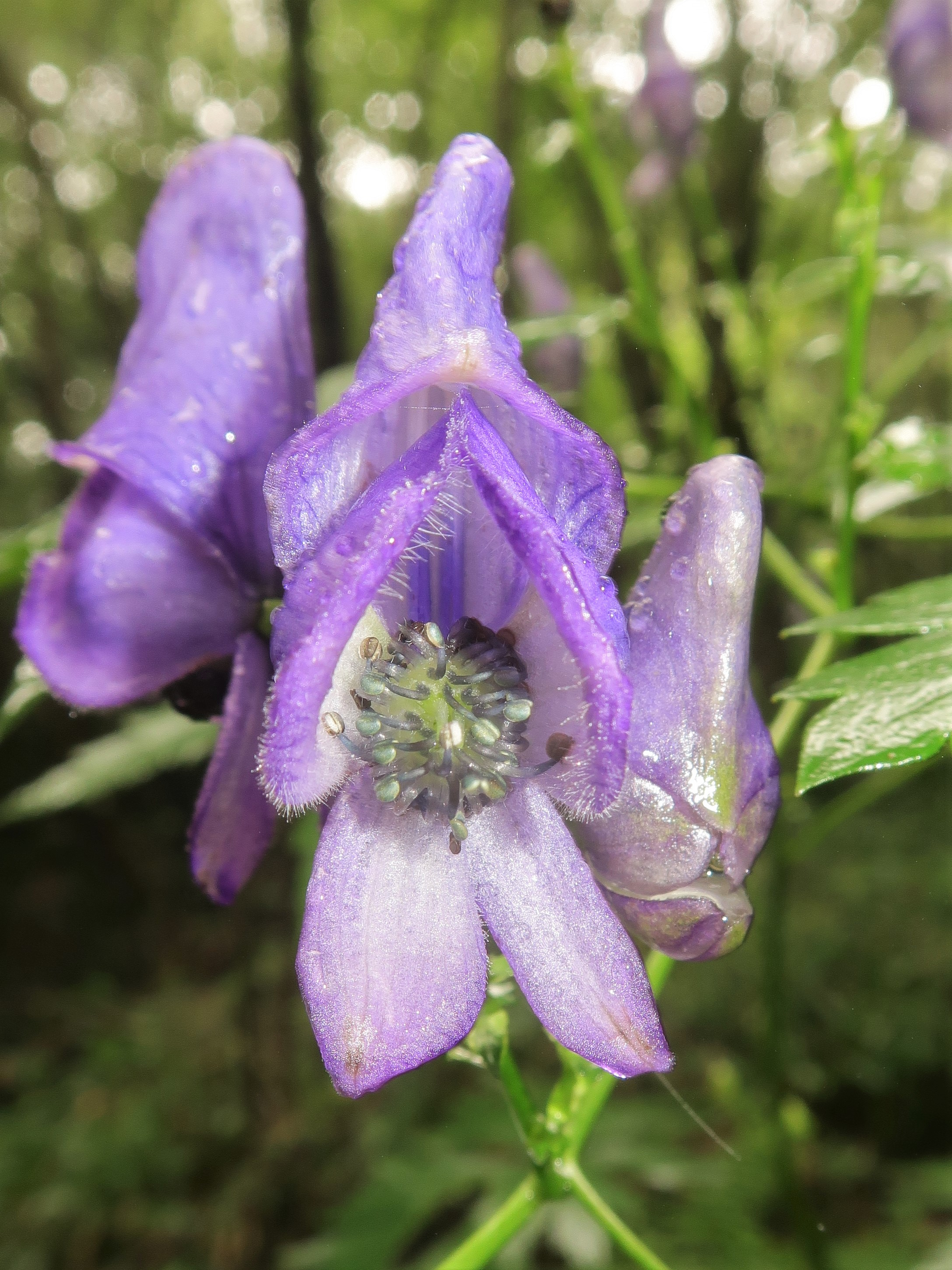
側萼片の内面に白い長毛が生える。雄蕊に開出毛がまばらに生える。
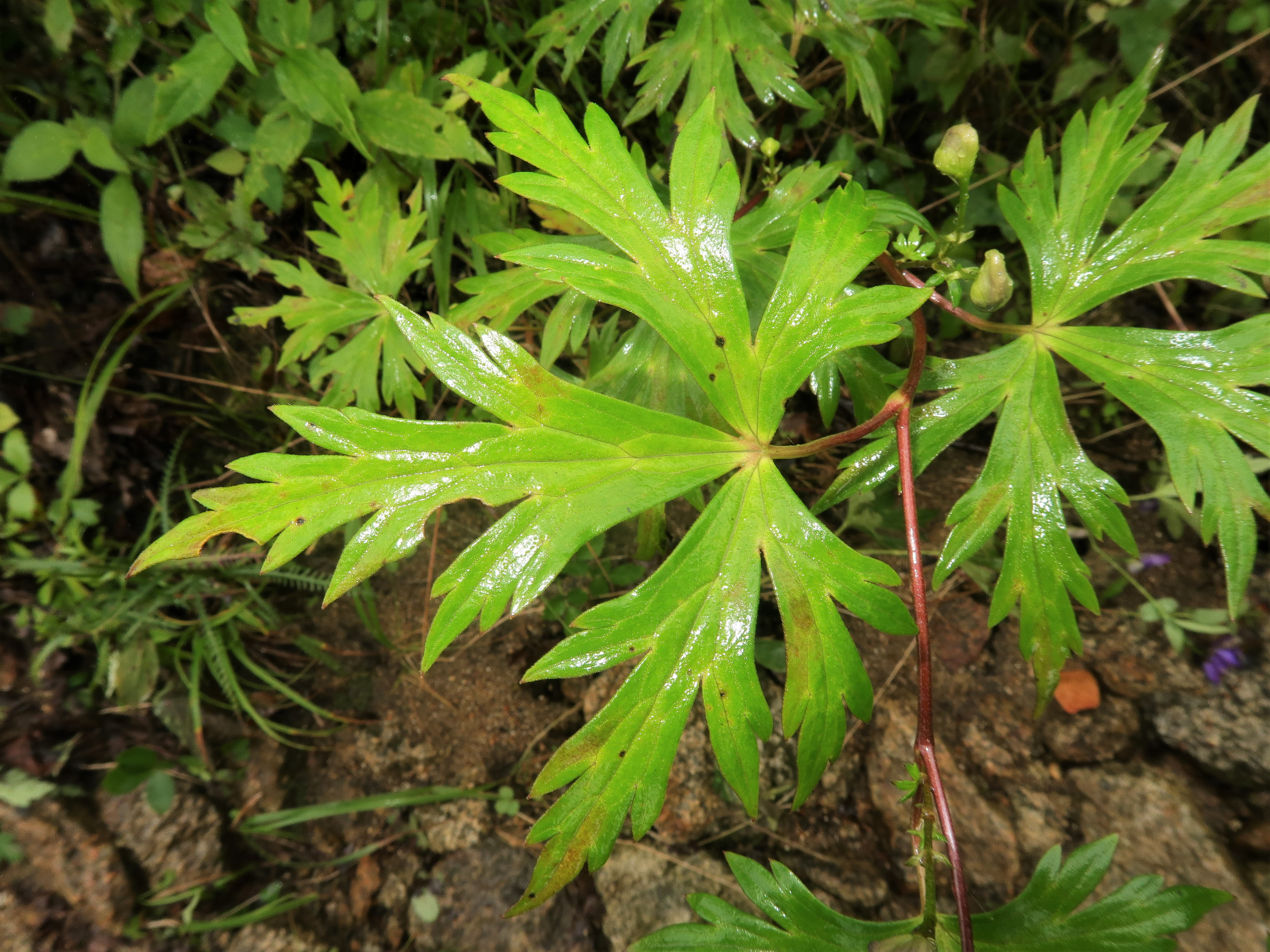
中部の茎葉は腎円形から五角形状腎円形で、3つに深裂して切れ込みが深い。

### ハクバブシ
ハクバブシ（白馬附子）Aconitum zigzag H.Lév. et Vaniot subsp. kishidae (Nakai) Kadota (1987)、（シノニム：Aconitum kishidae Nakai (1953)）- タカネトリカブトの亜種。形態的変異が著しく、草原では直立し、林内や林縁では斜上して上部は湾曲する。茎の長さは50 - 200 cmになる。中部の茎葉は腎円形で長さ7 - 17cm、3つに浅裂～中裂して切れ込みが浅い。花序は散房状から円錐状になる。花柄は長さ1 - 9 cmになり無毛。上萼片は僧帽形または円筒状僧帽形になり、外面は無毛で、前方の嘴は短くとがる。側萼片の内面に直毛が散生する。雄蕊に開出毛が密生し、雌蕊に屈毛が密にまたはまばらに生え、ときに開出毛または斜上毛が混じる。袋果は斜開する。染色体数は2n=32。
本州中部地方の三国山脈、谷川連峰、苗場山、岩菅山、志賀高原に分布し、高山帯から亜高山帯の草地や林縁、林内に生育する。和名ハクバブシは「白馬附子」の意で、白馬岳でタイプ標本が採集されたことによるが、白馬岳ではその後見つかっていない。亜種名 kishidae は、タイプ標本を採集した薬学者で植物採集家の岸田松若 (1888 - 1944)への献名である。

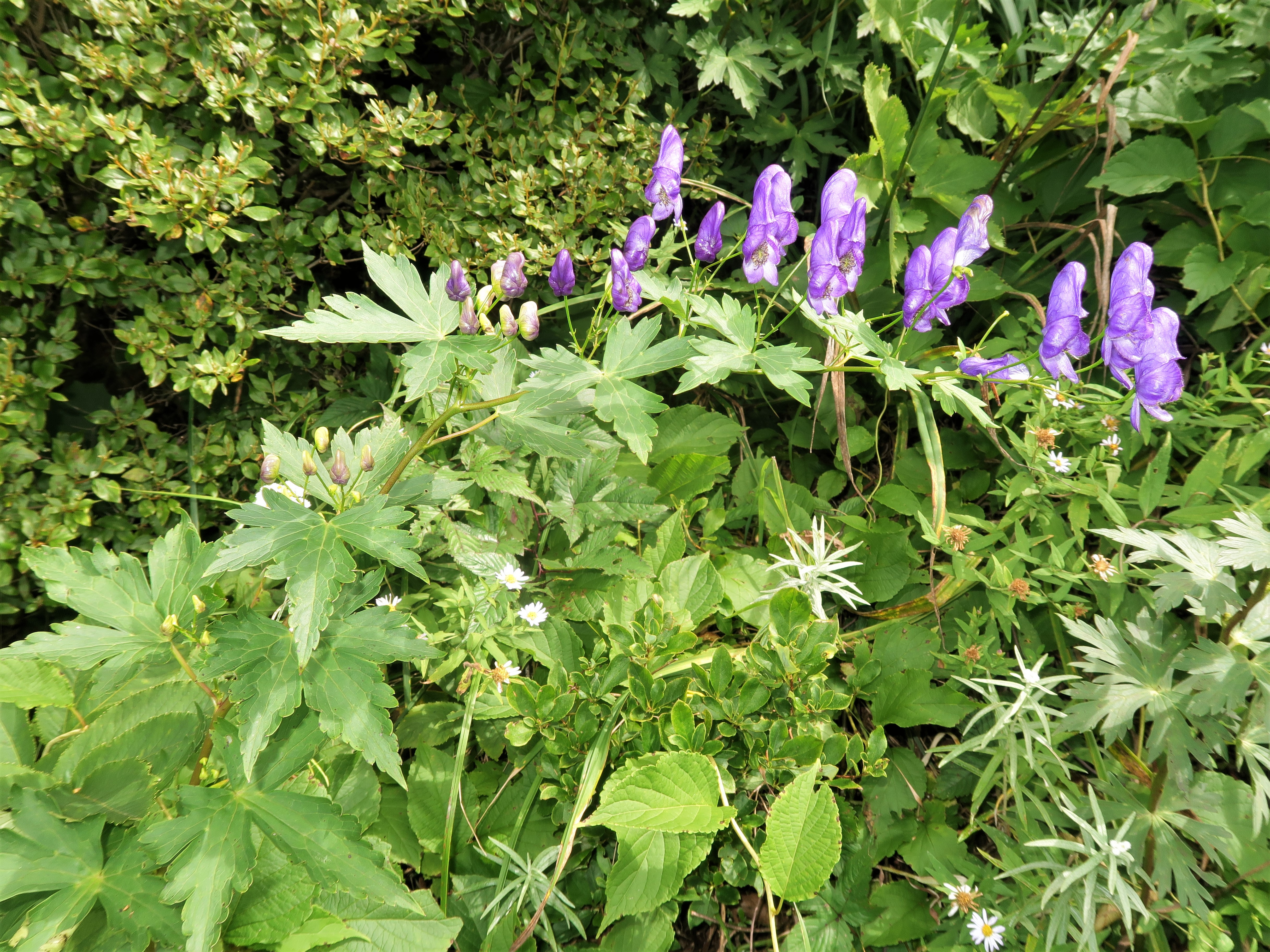
新潟県三国山（2022年8月中旬）
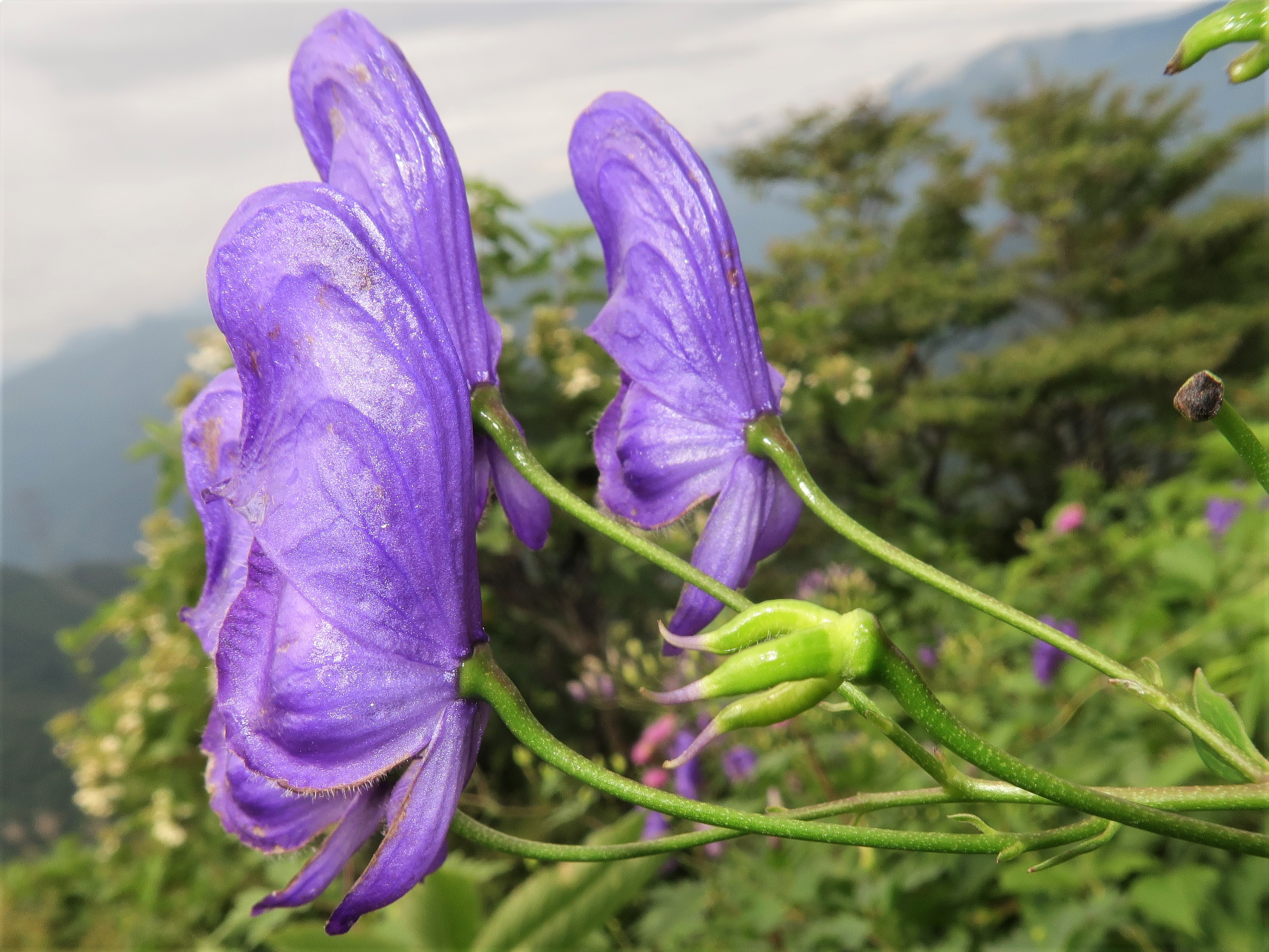
花柄は無毛。上萼片は僧帽形または円筒状僧帽形になり、外面は無毛で、前方の嘴は短くとがる。
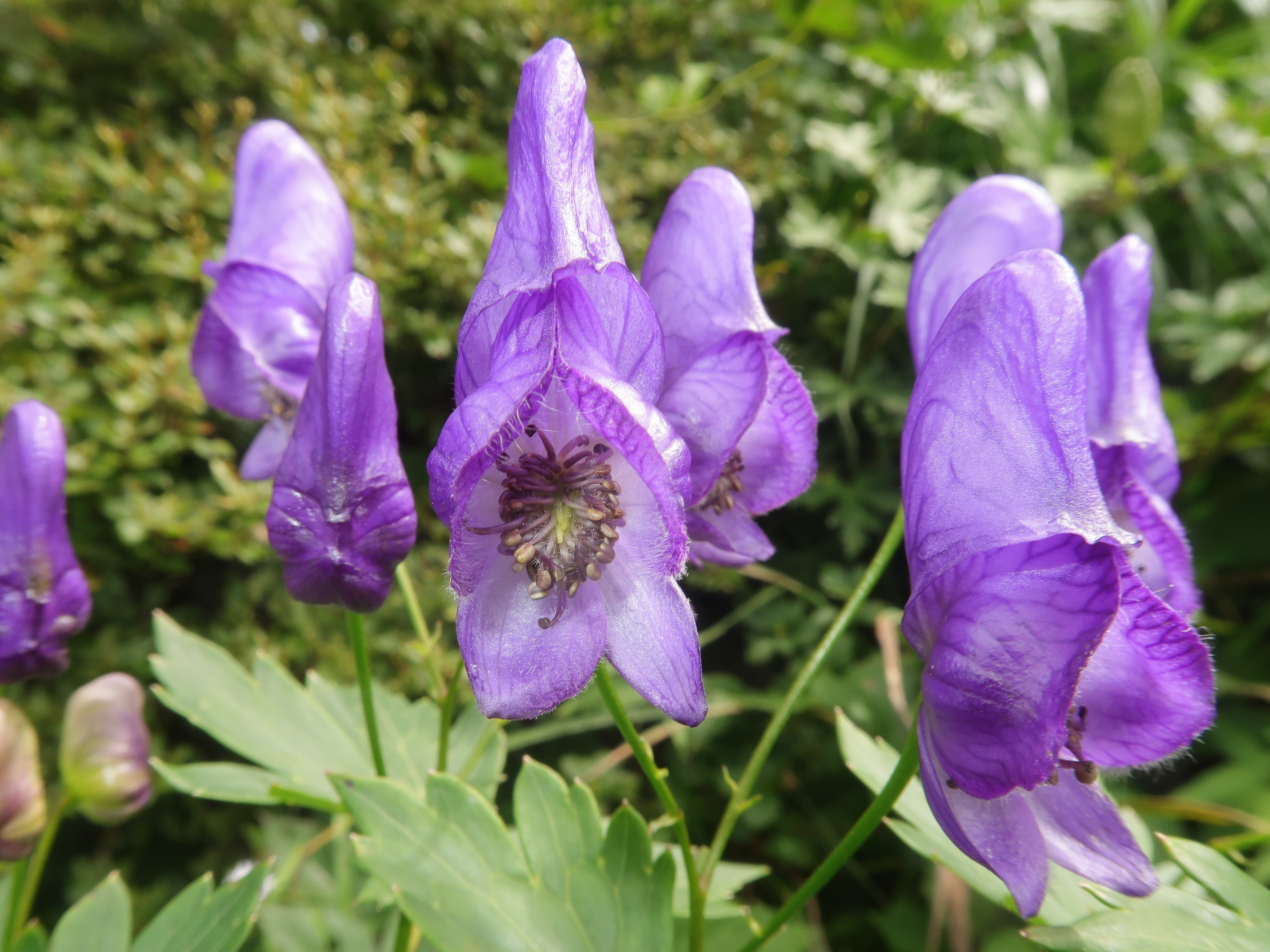
側萼片の内面に直毛が散生する。雄蕊に開出毛が密生する。
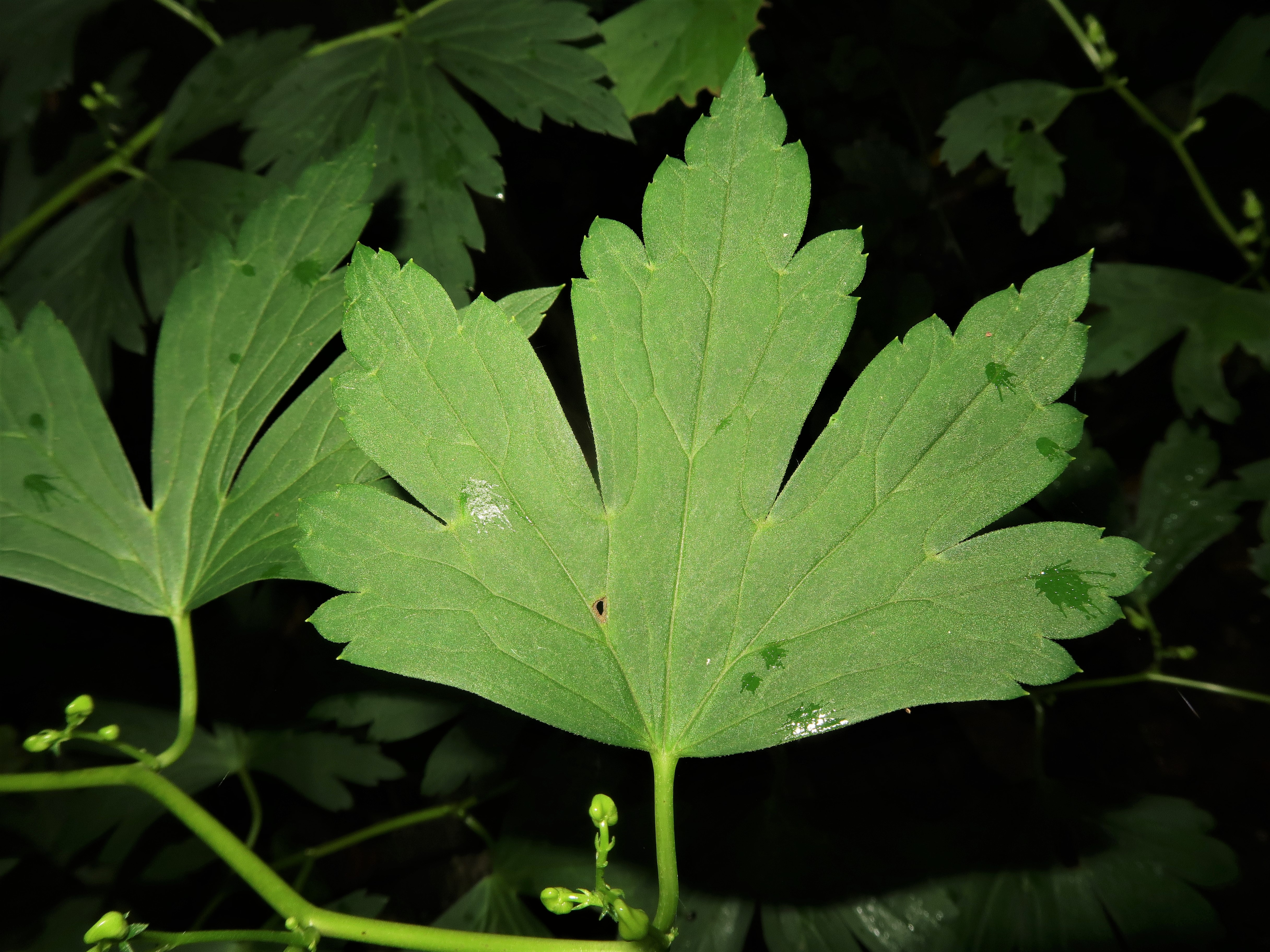
中部の茎葉は3つに浅裂～中裂して切れ込みが浅い。

### リョウハクトリカブト
リョウハクトリカブト（両白鳥兜）Aconitum zigzag H.Lév. et Vaniot subsp. ryohakuense Kadota (1986) - タカネトリカブトの亜種。形態的変異が著しく、草原では直立し、林内や林縁では斜上して上部は湾曲する。茎の長さは50 - 200 cmになる。中部の茎葉は腎円形で長さ8 - 17 cm、3つに中裂～浅裂して切れ込みが浅い。花序は散房状から円錐状になる。花柄は長さ1 - 9 cmになり無毛。上萼片は円頭の円錐形になり、外面は無毛で、前方の嘴は長くとがる。雄蕊はふつう無毛であるがまれに開出毛がまばらに生え、雌蕊はふつう無毛でまれに屈毛がまばらに生える。袋果は開出するか直立する。染色体数は2n=32。
本州中部地方の両白山地、野坂山地に分布し、高山帯から亜高山帯の草原、林縁ときに山地帯の林縁、林内に生育する。タカネトリカブトの新亜種として門田裕一 (1986) が記載発表した。和名リョウハクトリカブトは「両白鳥兜」の意で、両白山地に固有であることによる。亜種名 ryohakuense も、両白山地による。
なお、ハクサントリカブト Aconitum × hakusanense Nakaiは、中井猛之進 (1911) によって独立種とされてきたが、門田 (1986) の研究により、本亜種とミヤマトリカブト Aconitum nipponicum との自然交雑種とされた。

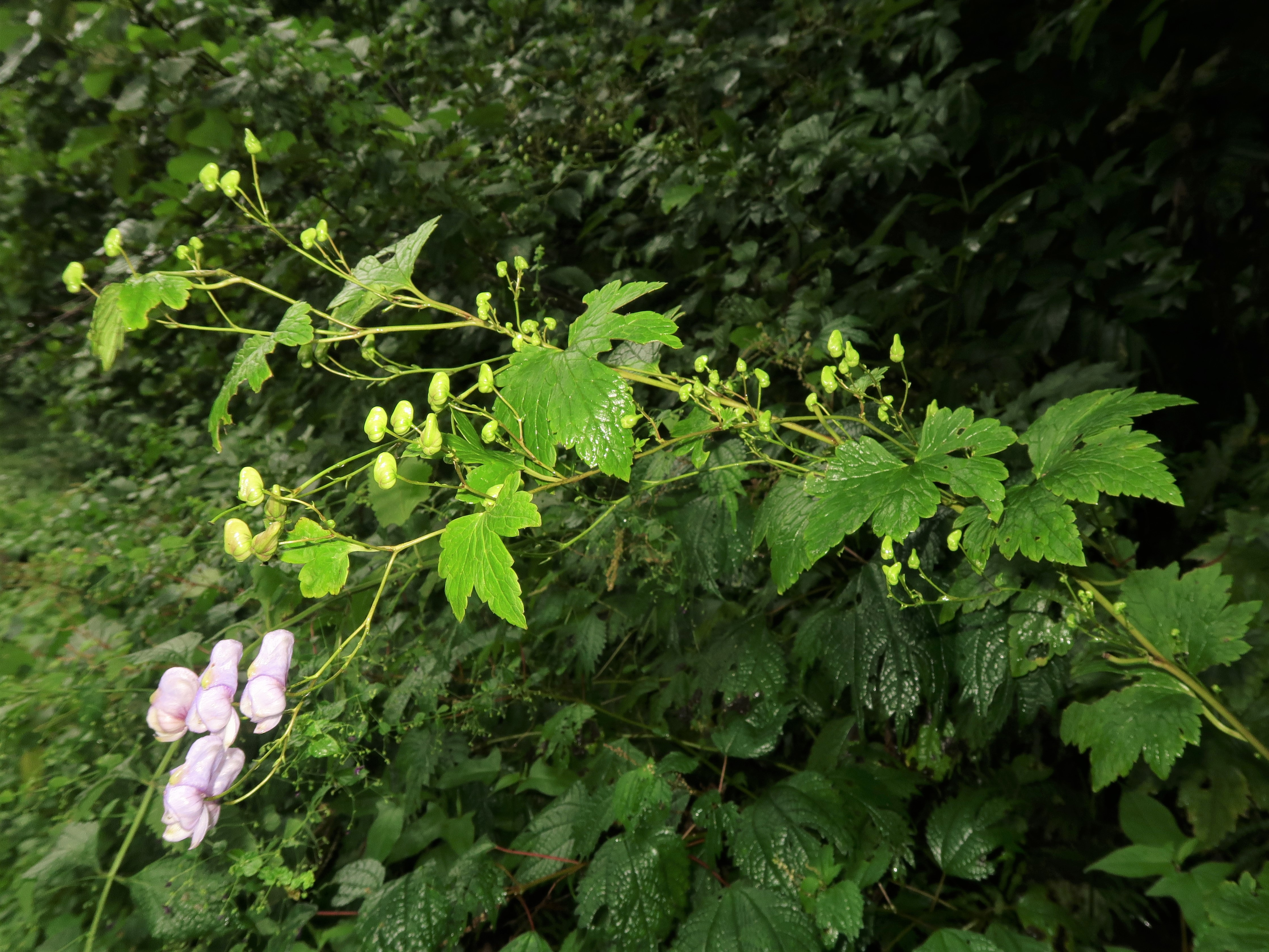
石川県白山（2022年9月上旬）
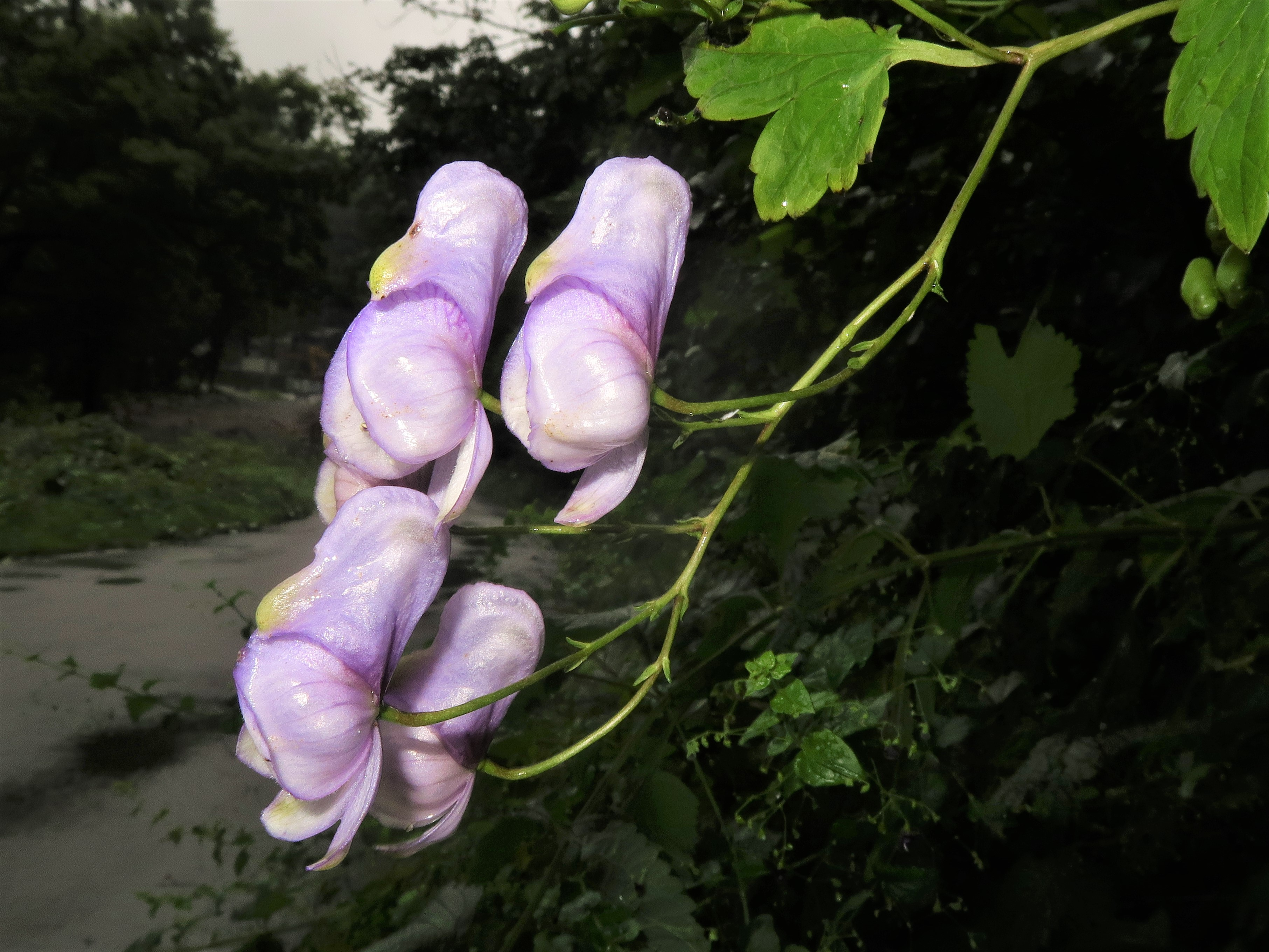
花柄は無毛。上萼片は円頭の円錐形になり、外面は無毛で、前方の嘴は長くとがる。
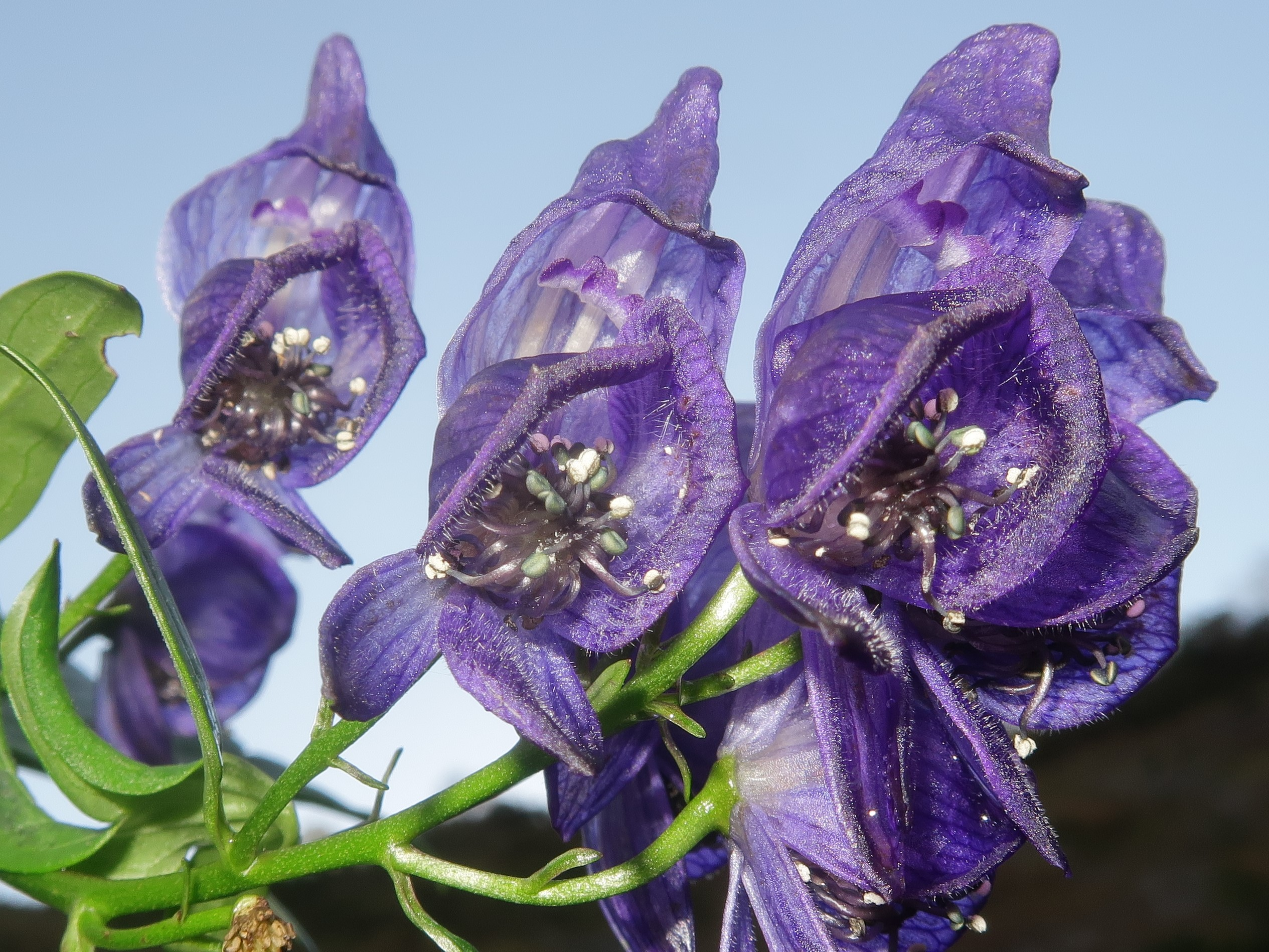
雄蕊はふつう無毛。上萼片の中に1対の花弁が見える。
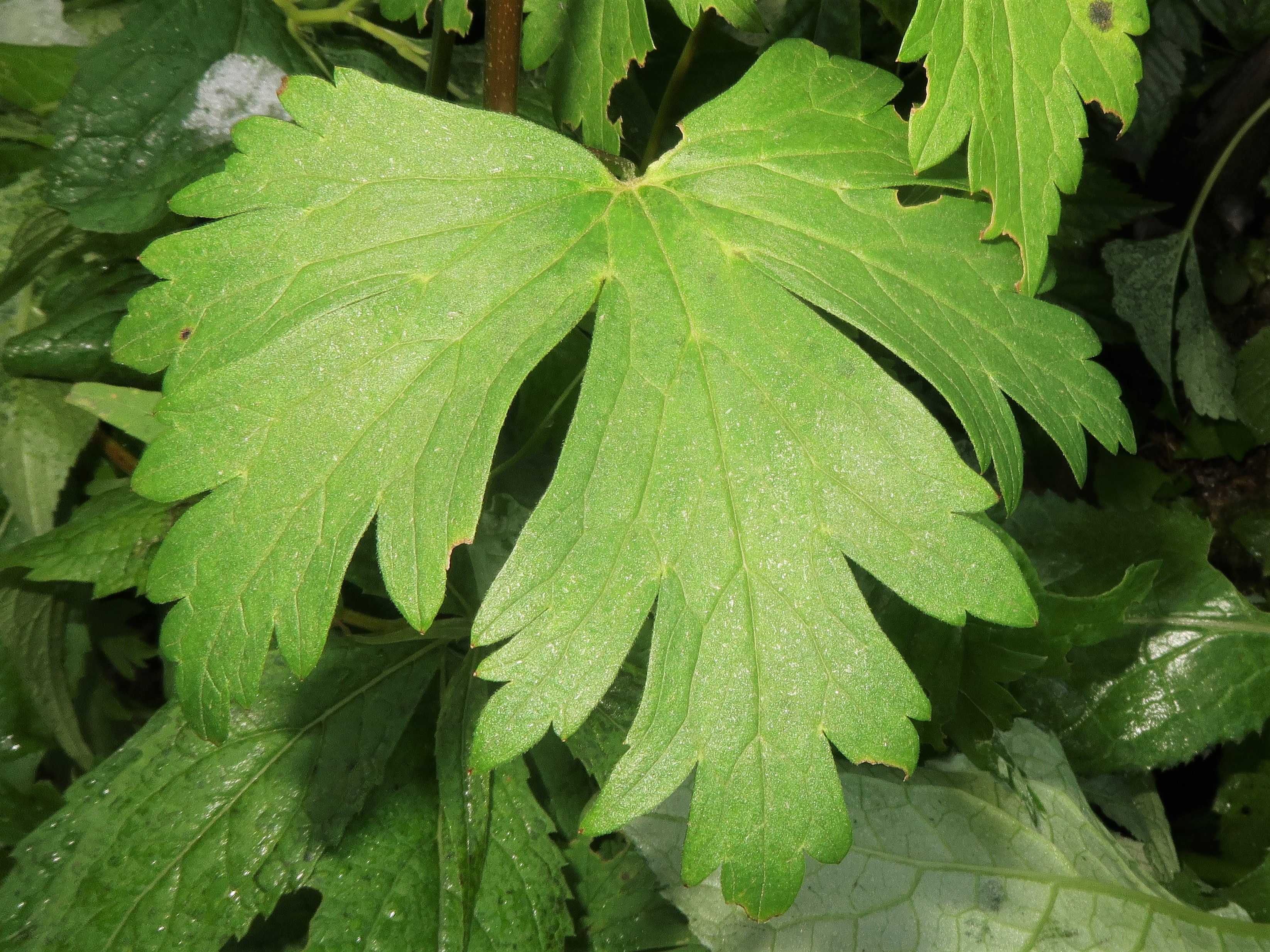
中部の茎葉は腎円形で、3つに中裂～浅裂して切れ込みが浅い。